# Frederick Fortune
Frederick Joseph Fortune junior (* 1. April 1921 in Lake Placid, New York; † 20. April 1994 in Burlington, Vermont) war ein US-amerikanischer Bobfahrer.

## Karriere
Frederick Fortune gewann bei den Olympischen Winterspielen 1948 zusammen mit Schuyler Carron die Bronzemedaille im Zweierbob-Wettbewerb. Vier Jahre später bei den Spielen in Oslo startete er erneut im Zweierbob-Wettbewerb, belegte dort mit Hank Whisher jedoch nur den siebten Platz. Neben seiner Bronzemedaille bei Olympia konnte Fortune bei Weltmeisterschaften drei weitere Bronzemedaillen gewinnen.
Neben dem Bobfahren war Fred Fortune auch ein guter Skifahrer und diente während des Zweiten Weltkriegs in der 10th Mountain Division Ski Troops.